# Campeonato Europeo de Vóley Playa de 2009
El XVII Campeonato Europeo de Vóley Playa se celebró en Sochi (Rusia) entre el 16 y el 19 de septiembre de 2009 bajo la organización de la Confederación Europea de Voleibol (CEV) y la Federación Rusa de Voleibol.
Las competiciones se realizaron en un estadio construido temporalmente en la playa Rivera de la ciudad rusa.

## Medallistas
| Evento    | Oro                                               | Plata                                     | Bronce                                 |
| --------- | ------------------------------------------------- | ----------------------------------------- | -------------------------------------- |
| Masculino | Reinder Nummerdor · Richard Schuil · Países Bajos | Florian Gosch · Alexander Horst · Austria | Pablo Herrera · Adrián Gavira · España |
| Femenino  | Inguna Minusa Inese Jursone Letonia               | Sara Goller · Laura Ludwig · Alemania     | Simone Kuhn · Nadine Zumkehr · Suiza   |

## Medallero
| Núm. | País         | Oro | Plata | Bronce | Total |
| ---- | ------------ | --- | ----- | ------ | ----- |
| 1    | Letonia      | 1   | 0     | 0      | 1     |
| 1    | Países Bajos | 1   | 0     | 0      | 1     |
| 3    | Alemania     | 0   | 1     | 0      | 1     |
| 3    | Austria      | 0   | 1     | 0      | 1     |
| 5    | España       | 0   | 0     | 1      | 1     |
| 5    | Suiza        | 0   | 0     | 1      | 1     |
|      | TOTAL        | 2   | 2     | 2      | 6     |